# Passage du Gantelet
Passage du Gantelet je ulice v Paříži v historické čtvrti Marais. Nachází se ve 4. obvodu.

## Poloha
Ulice začíná u křižovatky s Rue des Barres a končí na křižovatce s Rue de Brosse. Vede podél jižní fasády kostela svatého Gervásia a Protásia. Průchod je z obou stran uzavřen mřížemi.

## Historie
Průchod byl otevřen v roce 2015 v místě původního průchodu zvaného Passage Saint-Gervais viditelného na starých mapách Paříže z 18. století. Jeho název (rukavicová ulice) odkazuje na dům se znamením rukavice, který zde stál.

## Zajímavé objekty
- Kostel svatého Gervásia a Protásia